# Copa da Liga Francesa
A Copa da Liga Francesa (em francês:  Coupe de la Ligue) foi um torneio de futebol realizado anualmente na França desde 1994-95 e que teve edições anteriores com denominações e fórmulas diferentes, nos anos 60, 1980 e começo de 1990.
Participavam todos os clubes com estatuto profissional do país, tendo o campeão direito de participar da fase preliminar da Liga Europa da UEFA na temporada seguinte.

## Regulamento de 2019-20
O campeonato é disputado inteiramente no estilo mata-mata, em partida única.
Ao longo do certame, os clubes vão entrando na competição de acordo com suas colocações nas suas respectivas divisões na temporada anterior.
Este ano sera disputado por 43 equipes
Primeira fase 22 equipes.
Segunda fase 11 equipes remanescentes da primeira fase + 1 equipe (Nancy) totalizando 12 equipes.
Dezesseis avos de final 6 equipes remanescentes da segunda fase + entrada de 14 equipes totalizando 20 equipes.
Oitavas de final 10 equipes remanescentes da dezesseis avos de final + 6 equipes que disputam as ligas europeias este ano (Uefa Champions League e Uefa Europa league).
Quartas de final.
Semifinal.
Final.

## Lista de finais e campeões

### Primeira Copa da Liga
Em 1963-1964 e 1964-1965, foram disputadas duas edições da Copa da Liga Francesa, competição que antecedeu o atual certame.
| Temporada        | Campeão    | Placar | Vicecampeão         | Estádio/Público        |
| ---------------- | ---------- | ------ | ------------------- | ---------------------- |
| 1963-64 Detalhes | Strasbourg | 2–0    | Rouen               | Stade de la Meinau     |
| 1964-65 Detalhes | Nantes     | 4–1    | Sporting Toulon Var | Parc des Princes 4.249 |

### Copa de Verão
De 1982 a 1994, foram realizadas seis edições da Copa de Verão, que teve quase o mesmo regulamento e fórmula da antiga Copa da Liga.
| Temporada     | Campeão        | Placar       | Vicecampeão      | Estádio/Público                 |
| ------------- | -------------- | ------------ | ---------------- | ------------------------------- |
| 1982 Detalhes | Laval          | 3–2          | Nancy            | Stade de Paris 1.041            |
| 1984 Detalhes | Laval          | 3–1          | Monaco           | Stade Auguste Delaune 5.000     |
| 1986 Detalhes | Metz           | 2–1          | Cannes           | Stade Pierre de Coubertin 7.000 |
| 1991 Detalhes | Stade de Reims | 0–0 (4–3 p.) | Chamois Niortais | Stade René Gaillard 1.724       |
| 1992 Detalhes | Montpellier    | 2–1          | Angers           | Stade Jean Bouin 4.882          |
| 1994 Detalhes | Lens           | 3–2          | Montpellier      | Stade Félix Bollaert 6.000      |

### Atual Copa da Liga
| Temporada        | Campeão                | Placar       | Vicecampeão         | Estádio/Público         |
| ---------------- | ---------------------- | ------------ | ------------------- | ----------------------- |
| 1994-95 Detalhes | Paris Saint-Germain    | 2–0          | Bastia              | Parc des Princes 24.663 |
| 1995-96 Detalhes | Metz                   | 0–0 (5–4 p.) | Lyon                | Parc des Princes 45.368 |
| 1996-97 Detalhes | Strasbourg             | 0–0 (6–5 p.) | Bordeaux            | Parc des Princes 39.878 |
| 1997-98 Detalhes | Paris Saint-Germain    | 2–2 (4–2 p.) | Bordeaux            | Stade de France 77.700  |
| 1998-99 Detalhes | Lens                   | 1–0          | Metz                | Stade de France 78.180  |
| 1999-00 Detalhes | Gueugnon               | 2–0          | Paris Saint-Germain | Stade de France 75.400  |
| 2000-01 Detalhes | Lyon                   | 2–1          | Monaco              | Stade de France 78.000  |
| 2001-02 Detalhes | Bordeaux               | 3–0          | Lorient             | Stade de France 75.923  |
| 2002-03 Detalhes | Monaco                 | 4–1          | Sochaux             | Stade de France 75.379  |
| 2003-04 Detalhes | Sochaux                | 1–1 (5–4 p.) | Nantes              | Stade de France 78.409  |
| 2004-05 Detalhes | Strasbourg             | 2–1          | Caen                | Stade de France 78.732  |
| 2005-06 Detalhes | Nancy                  | 2–1          | Nice                | Stade de France 76.830  |
| 2006-07 Detalhes | Bordeaux               | 1–0          | Lyon                | Stade de France 79.072  |
| 2007-08 Detalhes | Paris Saint-Germain    | 2–1          | Lens                | Stade de France 78.741  |
| 2008-09 Detalhes | Bordeaux               | 4–0          | Vannes              | Stade de France 75.000  |
| 2009-10 Detalhes | Olympique de Marseille | 3–1          | Bordeaux            | Stade de France 79.000  |
| 2010-11 Detalhes | Olympique de Marseille | 1–0          | Montpellier         | Stade de France 74.259  |
| 2011-12 Detalhes | Olympique de Marseille | 1–0          | Lyon                | Stade de France 78.877  |
| 2012-13 Detalhes | Saint-Étienne          | 1–0          | Rennes              | Stade de France 79.087  |
| 2013-14 Detalhes | Paris Saint-Germain    | 2–1          | Lyon                | Stade de France 78.489  |
| 2014-15 Detalhes | Paris Saint-Germain    | 4–0          | Bastia              | Stade de France 75.350  |
| 2015-16 Detalhes | Paris Saint-Germain    | 2–1          | Lille               | Stade de France 68.640  |
| 2016-17 Detalhes | Paris Saint-Germain    | 4–1          | Monaco              | Parc Olympique Lyonnais |
| 2017-18 Detalhes | Paris Saint-Germain    | 3–0          | Monaco              | Stade Matmut Atlantique |
| 2018-19 Detalhes | Strasbourg             | 0–0 (4–1 p.) | Guingamp            | Stade Pierre-Mauroy     |
| 2019-20 Detalhes | Paris Saint-Germain    | 0–0 (6–5 p.) | Lyon                | Stade de France         |

## Títulos por equipe
| Clube                  | Títulos | Vices | Anos em que venceu                                   | Anos em que foi vice         |
| ---------------------- | ------- | ----- | ---------------------------------------------------- | ---------------------------- |
| Paris Saint-Germain    | 9       | 1     | 1995, 1998, 2008, 2014, 2015, 2016, 2017, 2018, 2020 | 2000                         |
| Strasbourg             | 4       | 0     | 1964, 1997, 2005, 2019                               | —                            |
| Bordeaux               | 3       | 3     | 2002, 2007, 2009                                     | 1997, 1998, 2010             |
| Olympique de Marseille | 3       | 0     | 2010, 2011, 2012                                     | —                            |
| Metz                   | 2       | 1     | 1986, 1996                                           | 1999                         |
| Lens                   | 2       | 1     | 1994, 1999                                           | 2008                         |
| Lavallois              | 2       | 0     | 1982, 1984                                           | —                            |
| Lyon                   | 1       | 5     | 2001                                                 | 1996, 2007, 2012, 2014, 2020 |
| Monaco                 | 1       | 4     | 2003                                                 | 1984, 2001, 2017, 2018       |
| Montpellier            | 1       | 2     | 1992                                                 | 1994, 2011                   |
| Nantes                 | 1       | 1     | 1965                                                 | 2004                         |
| Sochaux                | 1       | 1     | 2004                                                 | 2003                         |
| Nancy                  | 1       | 1     | 2006                                                 | 1982                         |
| Gueugnon               | 1       | 0     | 2000                                                 | —                            |
| Stade de Reims         | 1       | 0     | 1991                                                 | —                            |
| Saint-Étienne          | 1       | 0     | 2013                                                 | —                            |
| Bastia                 | 0       | 2     | —                                                    | 1995 e 2015                  |
| Lorient                | 0       | 1     | —                                                    | 2002                         |
| Caen                   | 0       | 1     | —                                                    | 2005                         |
| Nice                   | 0       | 1     | —                                                    | 2006                         |
| Vannes                 | 0       | 1     | —                                                    | 2009                         |
| Rennes                 | 0       | 1     | —                                                    | 2013                         |
| Lille                  | 0       | 1     | —                                                    | 2016                         |
| Guingamp               | 0       | 1     | —                                                    | 2019                         |